# 7,62 RK 62
7,62 RK 62 eller 7,62 stormgevär 62 är en automatkarbin (stormgevär i finlandssvensk nomenklatur) som tillverkades i Finland av Valmet och Sako. "RK" står för rynnäkkökivääri (stormgevär) medan 7,62 står för kalibern som är 7,62 x 39 mm. 62 står för årsmodellen 1962. Vapnet tillverkades i ca 350 000 exemplar mellan 1965 och 1995 i många olika varianter.
Det mycket terrängdugliga vapnet är baserat på den sovjetiska konstruktionen AK-47. 

## Historia
På hösten 1956 anlände ett polskt fartyg från Gdansk till Kotka. Med i lasten fanns en speciell vara, ett handbyggt, onumrerat exemplar av den ryska automatkarbinen AK-47. Den finska armén hade bett Valmet utveckla en egen automatkarbin för dess räkning och den finske ingenjören Lauri Oksanen satte igång med att undersöka det sovjetiska geväret.
I juni 1957 erhölls ytterligare 100 exemplar av vapnet. Man kunde nu på allvar inleda utvecklingen av ett inhemskt vapen. Ett exemplar monterades ner och ihop många gånger och mättes upp eftersom det inte gick att få ritningar från Sovjetunionen. Oksanen fortsatte sedan med att utveckla en förbättrad modell. Många av delarna kopierades rakt av, däribland låset. Siktet bak flyttades lägst bak på lådan. 
Man utvärderade också de två stora patrontyperna som då var i användning, den västerländska 7,62 × 51 mm och den patron som användes av öststaterna, 7,62 × 39 mm. Man kom fram till att den senare hade bättre egenskaper för finländska förhållanden där stridsavstånden ofta var korta.
Mellan 1965 och 1995 tillverkades 350 000 exemplar vid Valmets fabrik i Tourula och Sakos fabrik i Riihimäki. Ett flertal varianter tillverkades under årens gång och modellen förbättrades ständigt.
Efter Sovjetunionens fall började de forna kontrahenterna minska sina stora vapenupplag. I mitten på 1990-talet började de forna öststaterna sälja ut sina stora lager av vapen till ytterst lågt pris och den finska försvarsmakten införskaffade då 200 000 automatkarbiner som tillverkats i Östtyskland och Kina. Tillsammans med den kostsamma jaktplansinförskaffningen vid samma tidpunkt kom detta att utgöra slutet för automatkarbintillverkning i stor skala i Finland. Den sista versionen, 7,62 RK 95 TP, tillverkades bara i en serie på några tiotusen gevär. Det har dock varit tal om att fortsättningsvis producera geväret i mindre omfattning för att bibehålla det vapentekniska kunnandet inom landet.
Geväret anses vara en högkvalitativ variant av automatkarbinen AK-47 och utnyttjades bland annat som modell av israelerna när de utvecklade sin automatkarbin Galil som i sin tur användes av sydafrikanerna när de utvecklade sin R4-karbin.

## Egenskaper
- kaliber: 7,62 × 39 mm
- längd: 914 mm
- vikt utan magasin: 3,5 kg
- vikt med ett fulladdat magasin (30 patroner): 4,3 kg
- kulans mynningshastighet: 715 m/s
- största effektiva räckvidd: 300 m
- eldhastighet: 
  - 20-30 skott/minut vid enkel, siktad eldgivning
  - teoretisk eldhastighet vid serieldgivning: 700 skott/min
  - eldhastighet med magasinbyte: 120-180 skott/min

## Modeller
- 7,62 RK 60 - första prototypen
- 7,62 RK 62 - den första serieproducerade varianten
- 7,62 RK 62 TP - varianten med fällbar kolv
- 7,62 RK 76 - en senare variant med lägre vikt och modifierat yttre
- 7,62 RK 90 - en prototyp för 7,62 RK 95
- Sako M92S - civilvariant av 7,62 RK 90
- 7,62 RK 95 TP - den sista serietillverkade modellen
- 7,62 RK 62 M1 - moderniserad variant 1
- 7,62 RK 62 M2 - moderniserad variant 2
- 7,62 RK 62 M3 - moderniserad variant 3

Suffixet S efter en modell betyder civilvariant, TP står för taittoperä, vilket innebär att vapnets rörkolv är hopfällbar.